# Temperatura flăcării adiabatice
În studiul arderii, există două tipuri de temperaturi de flacără adiabatică, în funcție de modul în care procesul este finalizat. Acestea sunt volum constant și presiune constantă, descriind temperatura pe care produsele de ardere ating în mod teoretic dacă nu se pierde energie în mediul exterior.
Volumul constant de flacără adiabatică este temperatura care rezultă dintr-un proces complet de ardere care are loc fără nici o muncă, transfer de căldură sau schimbări în energia cinetică sau potențială. Temperatura sa este mai mare decât procesul de presiune constantă, deoarece niciuna dintre energii nu sunt utilizate pentru a schimba volumul sistemului.

## Legături externe

### Informații generale
- Babrauskas, Vytenis (25 februarie 2006). „Temperatures in flames and fires”. Fire Science and Technology Inc. Arhivat din originalul de la 12 ianuarie 2008. Accesat în 27 ianuarie 2008.
- Computation of adiabatic flame temperature Arhivat în 27 februarie 2019, la Wayback Machine.
- Adiabatic flame temperature

### Tabele
- „Adiabatic Flame Temperature”. The Engineering Toolbox. Arhivat din originalul de la 28 ianuarie 2008. Accesat în 27 ianuarie 2008. adiabatic flame temperature of hydrogen, methane, propane and octane with oxygen or air as oxidizers
- „Flame Temperatures for some Common Gases”. The Engineering Toolbox. Arhivat din originalul de la 7 ianuarie 2008. Accesat în 27 ianuarie 2008.
- Temperature of a blue flame and common materials

### Calculatoare
- Online adiabatic flame temperature calculator Arhivat în 26 decembrie 2012, la Wayback Machine. using Cantera
- Adiabatic flame temperature program
- Gaseq, program for performing chemical equilibrium calculations.
- Flame Temperature Calculator - Constant pressure bipropellant adiabatic combustion
- Adiabatic Flame Temperature calculator